# Campionati del mondo di ciclismo su pista 2010 - Keirin maschile
La keirin uomini è stata uno dei dieci eventi maschili disputati ai Campionati del mondo di ciclismo su pista 2010 di Ballerup, in Danimarca. Il britannico Chris Hoy ha vinto la medaglia d'oro.
La gara ha visto le partecipazione di 27 atleti rappresentanti 18 Paesi differenti. La fase di qualificazione e la finale si sono disputate entrambe il 25 marzo 2010.

## Risultati

### Primo turno
Si svolgono quattro batterie: i primi due atleti di ognuna passano al turno successivo, mentre gli altri effettuano i ripescaggi.
| Pos. | Atleta              | Note |
| ---- | ------------------- | ---- |
| 1    | Matthew Crampton    | QS   |
| 2    | Maximilian Levy     | QS   |
| 3    | Jason Niblett       |      |
| 4    | Francesco Ceci      |      |
| 5    | Charlie Conord      |      |
| 6    | Zafeirios Volikakis |      |

| Pos. | Atleta                 | Note |
| ---- | ---------------------- | ---- |
| 1    | François Pervis        | QS   |
| 2    | Sam Webster            | QS   |
| 3    | Denis Spicka           |      |
| 4    | Kota Asai              |      |
| 5    | Carsten Bergemann      |      |
| 6    | Michael Thomson        |      |
| 7    | Kasper Lindholm Jessen |      |

| Pos. | Atleta               | Note |
| ---- | -------------------- | ---- |
| 1    | Teun Mulder          | QS   |
| 2    | Azizulhasni Awang    | QS   |
| 3    | Christos Volikakis   |      |
| 4    | Michael Seidenbecher |      |
| 5    | Simon Van Velthooven |      |
| 6    | Adam Ptacnik         |      |
| 7    | Kazunari Watanabe    |      |

| Pos. | Atleta           | Note |
| ---- | ---------------- | ---- |
| 1    | Chris Hoy        | QS   |
| 2    | Shane Perkins    | QS   |
| 3    | Roy van der Berg |      |
| 4    | Andrij Vynokurov |      |
| 5    | Travis Smith     |      |
| 6    | Saifei Bao       |      |
| 7    | Josiah Ng        | DSQ  |

### Ripescaggi
I vincitori di ogni ripescaggio sono passati al secondo turno.
| Pos. | Atleta               | Note |
| ---- | -------------------- | ---- |
| 1    | Simon Van Velthooven | QS   |
| 2    | Denis Spicka         |      |
| 3    | Andrij Vynokurov     |      |
| 4    | Michael Thomson      |      |

| Pos. | Atleta                 | Note |
| ---- | ---------------------- | ---- |
| 1    | Jason Niblett          | QS   |
| 2    | Travis Smith           |      |
| 3    | Kasper Lindholm Jessen |      |
| 4    | Francesco Ceci         |      |
| 5    | Adam Ptacnik           |      |

| Pos. | Atleta               | Note |
| ---- | -------------------- | ---- |
| 1    | Michael Seidenbecher | QS   |
| 2    | Christos Volikakis   |      |
| 3    | Kazunari Watanabe    |      |
| 5    | Charlie Conord       |      |
| 6    | Saifei Bao           |      |

| Pos. | Atleta              | Note |
| ---- | ------------------- | ---- |
| 1    | Kota Asai           | QS   |
| 2    | Carsten Bergemann   |      |
| 3    | Zafeirios Volikakis |      |
| 4    | Roy van der Berg    |      |

### Secondo turno
I 12 atleti qualificati si affrontano in due batterie da 6 ognuna; i primi 3 si qualificano per la finale.
| Pos. | Atleta               | Note |
| ---- | -------------------- | ---- |
| 1    | Chris Hoy            | Q    |
| 2    | Azizulhasni Awang    | Q    |
| 3    | Sam Webster          | Q    |
| 4    | Shane Perkins        |      |
| 5    | Michael Seidenbecher |      |
| 6    | Kota Asai            |      |

| Pos. | Atleta               | Note |
| ---- | -------------------- | ---- |
| 1    | Maximilian Levy      | Q    |
| 2    | Teun Mulder          | Q    |
| 3    | François Pervis      | Q    |
| 4    | Simon Van Velthooven |      |
| 5    | Jason Niblett        |      |
| 6    | Matthew Crampton     |      |

### Finale 7º-12º posto
| Pos. | Atleta               | Note |
| ---- | -------------------- | ---- |
| 7    | Matthew Crampton     |      |
| 8    | Michael Seidenbecher |      |
| 9    | Simon Van Velthooven |      |
| 10   | Shane Perkins        |      |
| 11   | Jason Niblett        |      |
| -    | Kota Asai            | DSQ  |

### Finale
| Pos. | Atleta            | Note |
| ---- | ----------------- | ---- |
| 1    | Chris Hoy         |      |
| 2    | Azizulhasni Awang |      |
| 3    | Maximilian Levy   |      |
| 4    | Teun Mulder       |      |
| 5    | François Pervis   |      |
| 6    | Sam Webster       |      |